# Paadla laht
Paadla laht är en sjö i Estland.   Den ligger i landskapet Saaremaa (Ösel), i den västra delen av landet, 190 km sydväst om huvudstaden Tallinn. Paadla laht ligger 1 meter över havet. Den ligger på ön Ösel. I omgivningarna runt Paadla laht växer i huvudsak blandskog.
Följande samhällen ligger vid Paadla laht:
- Kõrkküla (104 invånare)